# Leszek Pawłowski
Leszek Tadeusz Pawłowski (* 10. Juni 1895 in Lemberg, Österreich-Ungarn; † 24. April 1967 in Warschau, Polen) war ein polnischer Skispringer. Er gewann 1920 die erstmals ausgetragene Polnische Skisprungmeisterschaft. Darüber hinaus wurde er 1921 nationaler Meister im Stabhochsprung.

## Werdegang
Pawłowski, der für Czarni Lwów startete, gewann 1907 den ersten Skisprungwettbewerb der polnischen Geschichte in Slawsko. 1920 wurde er von der Antałówka in Zakopane nach einem Sprung auf 14 Meter der erste Polnische Meister im Skispringen. Ein Jahr später musste er sich Aleksander Rozmus geschlagen geben und wurde Vizemeister.
Des Weiteren war Pawłowski auch in der Leichtathletik erfolgreich. So wurde er 1920 Vizemeister und 1921 Meister im Stabhochsprung.
Pawłowski wurde nach seinem Tod in Folge eines Autounfalls 1967 auf dem Powązki-Friedhof in Warschau beerdigt.